# Frank Sürmann

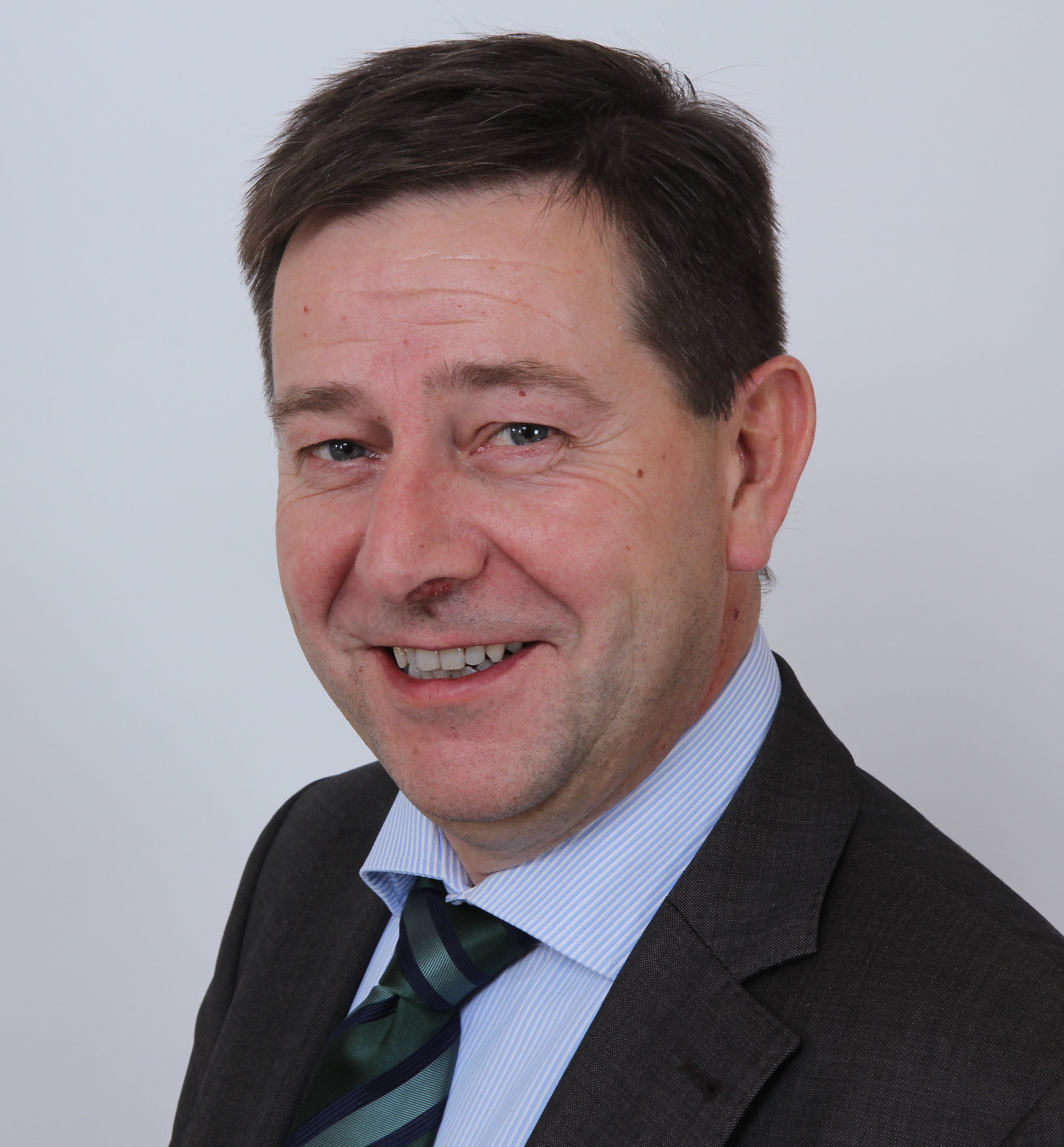
Frank Sürmann (2013)

Frank Sürmann (* 27. März 1962 in Neukirchen-Vluyn) ist ein hessischer Politiker (FDP) und war von 2009 bis 2013 Abgeordneter des Hessischen Landtags.

## Ausbildung und Beruf
Frank Sürmann machte nach dem Abitur am Meerbusch-Gymnasium eine Ausbildung zum Bankkaufmann bei der Deutschen Bank in Düsseldorf und studierte danach Rechtswissenschaften in Heidelberg. Nach dem Referendariat in Mannheim und Leipzig wurde er zur Mithilfe beim Aufbau des Regierungspräsidiums Leipzig abgeordnet. 1992 absolvierte er ein Schwerpunktstudium Internationales Privatrecht und Europarecht an der Universität Konstanz und legte 1993 die zweite Staatsprüfung ab. Anschließend arbeitete er als Rechtsanwalt in einer Sozietät. Seit 1997 ist er weiterhin Dozent an der Berufsakademie Mannheim für öffentliches und privates Baurecht, Mietrecht, WEG-Recht, Maklerrecht und Liegenschaftsrecht. Seit 2001 ist er Fachanwalt für Steuerrecht.
Frank Sürmann ist verheiratet und hat drei Söhne.

## Politik
Frank Sürmann ist Mitglied der FDP und war für seine Partei zwischen 2001 und 2011 der Vorsitzende der Kreistagsfraktion im Landkreis Bergstraße. Bei der Landtagswahl in Hessen 2009 wurde er auf der Landesliste bis 2013 in den Landtag gewählt. Nach dem Ausscheiden aus dem Landtag widmete er sich wieder der Arbeit im Kreistag und war bis zum Ausscheiden aus dem Kreistag 2021 stellvertretender Vorsitzender der FDP-Fraktion. Frank Sürmann ist Mitglied der Gemeindevertretung Mörlenbach.

## Corpsstudent
Während seines Studiums in Heidelberg schloss sich Frank Sürmann im WS 1984/85 dem Corps Thuringia an. Im SS 1986 leitete er als Senior seines Corps die studentischen Feierlichkeiten zur 600-Jahr-Feier der Universität Heidelberg mit 66 Chargierten von 24 Heidelberger Studentenverbindungen und über 1000 Teilnehmern. Seit mehr als 20 Jahren gehört er dem Altherrenvorstand seines Corps an, zeitweise als Vorsitzender.

## Ehrungen
- Verdienstkreuz am Bande der Bundesrepublik Deutschland (2022)[3]